# Джули Найт
Джули Найт (англ. Julie Night, настоящее имя Каран Энн Сотбин (англ. Karan Anne Sautbine); род. 2 июля 1978 года, в Лонг-Бич, Калифорния, США) — американская стриптизёрша и порноактриса.

## Биография
Во время учёбы в колледже в Северной Калифорнии работала по ночам стриптизёршей. Спустя пару лет начала сниматься в порнофильмах. В 2005 года состоялось официальное открытие её собственного веб-сайта. В январе 2006 года она дебютировала в качестве танцовщицы в Сан-Франциско.
По данным на 2020 год, Джули Найт снялась в 446 порнофильмах.

## Премии и номинации
- 2004 XRCO Award — Superslut
- 2004 XRCO Award — Best Threeway — Mason’s Dirty Tricks[4]
- 2004 AVN Award — Most Outrageous Sex Scene — Perverted Stories The Movie[5]
- 2004 AVN Award — Best Group Sex Scene,Video — Back 2 Evil[5]
- 2005 XRCO Award — Group Scene — Baker’s Dozen 2[6]

## Избранная фильмография
- Deep Throat This 6 (2002)
- ATM Machine 2 (2003)
- Baker’s Dozen 2 (2004)
- Gag Factor 15 (2004)
- I’ve Never Done That Before 9 (2004)
- Belladonna: No Warning 1 (2005)
- Young And Stuffed (2006)
- Anal Acrobats (2007)